# صفيراء جانبية الأزهار
صفيراء جانبية الأزهار (الاسم العلمي:Sophora secundiflora) هي نوع من النباتات يتبع جنس الصفيراء من الفصيلة البقولية.